# Joseph Janssens (schutter)
Joseph Janssens was een Belgisch schutter.

## Levensloop
Janssens nam deel aan de Olympische Zomerspelen van 1920 te Antwerpen. In het onderdeel 'militair geweer, 300 meter staand' werd hij vijfde in het eindklassement. Met het Belgisch team (voorts bestaande uit Paul Van Asbroeck, Vincent Libert, Louis Ryskens en Conrad Adriaenssens) werd hij in dit onderdeel twaalfde. In het onderdeel 'militair geweer, 300 meter liggend' werd hij met de nationale equipe (dezelfde samenstelling) veertiende.